# Оряховско македонско благотворително братство
Оряховското македонско благотворително братство  е организация на бежанците от областта Македония, установили се в Оряхово.

## История
На Първия македонски конгрес, провел се в София на 19 – 28 март 1895 година, е основана Македонската организация, която бързо започва да образува клонове в цялата страна. Основано е и дружество в Оряхово, което участва активно в дейността на Организацията. На Третия конгрес от 3 до 11 ноември 1896 година делегат е Константин Поменов, на Четвъртия конгрес от 15 до 21 юни 1897 година делегат е Иван Димитров, на Петия конгрес от 26 до 29 юли 1898 година делегат е Яким Христов, на Шестия конгрес от 1 до 5 май 1899 година делегат е отново Яким Христов, на Седмия конгрес от 30 юли до 5 август 1900 година делегат е Данаил Георгиев и на Осмия конгрес от 4 до 7 април 1901 година делегати са Данаил Георгиев, Михаил К. Манасиев.
След Първата световна война дружеството е възстановено като благотворително братство, част от Съюза на македонските емигрантски организации. На 3 февруари 1924 година е формирано братството и в неговото настоятелство влизат Иван Гълъбов (председател), Дим. Динолов (секретар) и членове Ник. Давидов, Мих. Бакърджиев и Дамян П. Христов. Ново настоятелство е сформирано на 22 ноември същата година в състав Михаил Бакърджиев (председател), Иван Гълъбов (подпредседател), Димитър Динолов (секретар), Никола Недев (касиер), а съветници са Софрони Венов, Йото Иванов и К. Мизайков. На 19 декември 1925 година на общо събрание е избрано настоятелство в състав Михаил Бакърджиев (председател), Иван Гълъбов (подпредседател), Димитър Динолов (секретар), Теофил Янев (касиер) и съветници Софрони Венов, Коста Торбов и Йото Иванов.